# Muraenesox
Muraenesox – rodzaj ryb promieniopłetwych z rodziny murenoszczukowatych (Muraenesocidae).

## Rozmieszczenie geograficzne
Do rodzaju należą gatunki występujące w wodach Morza Śródziemnego, Morza Czerwonego i Indo-Pacyfiku.

## Morfologia
Długość ciała do 220 cm; masa ciała (największa opublikowana) 7,1 kg.

## Systematyka
Rodzaj zdefiniował w 1844 roku brytyjski lekarz i przyrodnik John McClelland w artykule poświęconym opisowi kolekcji ryb sporządzonym w Zhoushan i Ningpo w Chinach przez dr G.R. Playfaira, chirurga służącego na parowcu wojennym „Phlegethon“, podczas późnych operacji wojskowych w tym kraju, opublikowanym w czasopiśmie Calcutta journal of natural history, and miscellany of the arts and sciences in India. Gatunkiem typowym jest (późniejsze oznaczenie) murenoszczuk indochiński (M. cinereus).

### Etymologia
Muraenesox: zbitka wyrazowa nazw rodzajów Muraena Linnaeus, 1758 (murenowate) i Esox Linnaeus, 1758 (szczupakowate).

### Podział systematyczny
Do rodzaju należą następujące gatunki:
- Muraenesox bagio (Hamilton, 1822) – murenoszczuk bagio[6]
- Muraenesox cinereus (Forsskål, 1775) – murenoszczuk indochiński[6]